# Корнелия Цина (съпруга на Гней Домиций Ахенобарб)
Вижте пояснителната страница за други личности с името Корнелия Цина.
Корнелия Цина (на латински: Cornelia Cinna) е дъщеря на Луций Корнелий Цина, който е четири пъти консул на Римската република (последователно от 87 до 84 пр.н.е.) и на Ания (Annia).
Сестра е на по-маката Корнелия Цина minor, която се жени 83 пр.н.е. за Юлий Цезар и му ражда единственото легитимно дете Юлия Цезарис, която се жени за Помпей Велики. Сестра е и на Луций Корнелий Цина, който става претор 44 пр.н.е. и се жени за Помпея и има син Гней Корнелий Цина Магн (консул 5 г.).
Корнелия се омъжва за Гней Домиций Ахенобарб, син на Гней Домиций Ахенобарб (консул 96 пр.н.е.)
и брат на Луций Домиций Ахенобарб (консул 54 пр.н.е.). Той е претор на провинция Сицилия през 90 пр.н.е. През 82 пр.н.е. забягва в Африка, където е убит през 81 пр.н.е. по нареждане на Помпей.